# Papaipema imperspicua
Papaipema imperspicua är en fjärilsart som beskrevs av Bird 1908. Papaipema imperspicua ingår i släktet Papaipema och familjen nattflyn. Inga underarter finns listade i Catalogue of Life.